# Gozlin, comte de Bidgau
Gozlin, né en 911 et mort entre le 19 octobre 942 et le 16 février 943, est un comte d’Ardenne et de Bidgau, et commandant d’armée pour son frère Adalbéron Ier de Metz.
Gozlin appartient à la maison d’Ardenne par son père, le comte palatin de Lotharingie Wigeric de Bidgau, et à la famille des Régnier par sa mère, Cunégonde de France. En 930, il se marie avec Oda de Metz (905 - 10 avril 963), une fille de comte Gérard Ier de Metz et d’Oda de Saxe. Par cette dernière, il est un cousin du roi Henri l’Oiseleur de Francie orientale. Gozlin et Oda ont eu quatre enfants :
- Régnier de Bastogne (mort le 18 avril 963), père de l'évêque Adalbéron de Laon ;
- Henri (mort le 6 septembre 1000), comte d’Arlon ;
- Godefroy le Captif (mort le 3 septembre 995/1002) comte de Verdun ;
- Adalbéron, archevêque de Reims de 969 à sa mort, en 989.

## Sources
- Parisse, ‘Généalogie de la Maison d'Ardenne’, La maison d'Ardenne Xe – XIe siècles. Actes des Journées Lotharingiennes, 24 - 26 oct. 1980, Centre Univ., Luxembourg, (1981) 9-41.